# Stephen Ritter
Stephen G. Ritter (* 31. Dezember 1986 in Tenafly, New Jersey) ist ein deutsch-US-amerikanischer Eishockeytorwart, der seit 2011 beim VER Selb in der Eishockey-Oberliga unter Vertrag steht. Da sein Vater Wolfgang Deutscher ist, besitzt Stephen Ritter die deutsche Staatsangehörigkeit.

## Karriere
Ritter begann in den Vereinigten Staaten mit dem Eishockeysport. Zwischen 2003 und 2005 spielte er für die Tabor Academy aus Marion, Massachusetts. Danach begann er ein Studium der Wirtschaftswissenschaften am Providence College. Parallel dazu spielte er für das Eishockeyteam des College, die Friars, in der National Collegiate Athletic Association.
In der Saison 2006/07 ging er sowohl in der United States Hockey League für die Des Moines Buccaneers, als auch in der North American Hockey League für die Marquette Rangers und Texas Tornado aufs Eis. Danach nahm er erneut ein Studium an der University of Wisconsin River Falls auf. Parallel dazu spielte er für das Eishockeyteam der Universität, die River Falls Falcons.
Zur Spielzeit 2009/10 wechselte er in die Deutsche Eishockey Liga zu den Kassel Huskies. Sein erstes Spiel als Profitorwart bestritt Ritter gegen die Krefeld Pinguine, welches jedoch mit 2:4 verloren ging.
In der folgenden Spielzeit stand er zunächst bei den Lausitzer Füchsen unter Vertrag, wurde aber im November 2010 entlassen. Am 6. Dezember 2010 wurde bekanntgegeben, dass der West-Oberligist EC Bad Nauheim eine mündliche Einigung über einen Vertrag bis Saisonende mit Stephen Ritter erzielt hat, bei dem er bis zum Saisonende spielte. Zur Saison 2011/12 wechselte er innerhalb der Oberliga zum VER Selb.